# Canton de Janzé
Le canton de Janzé est une circonscription électorale française située dans le département d'Ille-et-Vilaine et la région Bretagne.

## Histoire
Le chef-lieu était situé à Corps-Nuds avant d'être transféré en 1801 à Janzé.

## Représentation

### Conseillers d'arrondissement (de 1833 à 1940)
| Période                                  | Période          | Identité                        | Étiquette           | Qualité |
| ---------------------------------------- | ---------------- | ------------------------------- | ------------------- | --- |
| 1833                                     | 1833 (démission) | M. Biard                        |                     | Juge de paix à Janzé                                                                                        |
| 1833                                     | 1839             | M. Gurel                        |                     | Juge de paix, propriétaire à Amanlis                                                                        |
| 1839                                     | 1845             | Jean Tortelier (1799-1854)      |                     | Rentier, maire de Corps-Nuds                                                                                |
| 1845                                     | 1848             | François René Marie Morel       |                     | Notaire à Janzé                                                                                             |
|                                          |                  |                                 |                     | |
| 1886                                     | 1906 (décès)     | Désiré Arondel père (1836-1906) | Antiministériel     | Négociant (marchand de bois) à Janzé                                                                        |
| 1906                                     | 1922             | Julien Boursier                 |                     | Fermier, maire de Piré (1909-?)                                                                             |
| 1922                                     | 1928             | Jacques Dauchez de Beaubert     | Libéral             | Maire de Boistrudan                                                                                         |
| 1928                                     | 1940             | Désiré Arondel fils (1867-1949) | Républicain libéral | Marchand de bois, adjoint au maire de Janzé                                                                 |
| 1940                                     |                  |                                 |                     | Les conseils d'arrondissement ont été suspendus par la loi du 12 octobre 1940 et n'ont jamais été réactivés |
| Les données manquantes sont à compléter. |                  |                                 |                     | |

### Conseillers généraux de 1833 à 2015
| Période | Période          | Identité                                                       | Étiquette           | Qualité                                                                          |
| ------- | ---------------- | -------------------------------------------------------------- | ------------------- | -------------------------------------------------------------------------------- |
| 1833    | 1839             | Julien Pierre Joseph Guérault aîné                             |                     | Maire de Piré                                                                    |
| 1839    | 1848             | Joseph Julien Chapon                                           |                     | Notaire, maire de Janzé (1838-1851)                                              |
| 1848    | 1852             | Hyacinthe Eugène Pierre de Ravenel du Boisteilleul (1784-1867) |                     | Propriétaire à La Tricaudais, à Montfort-sur-Meu ancien officier                 |
| 1852    | 1864             | Marquis Alexandre Elisabeth de Rosnyvinen de Piré              | Majorité dynastique | Député (1856-1870) Conseiller municipal de Rennes                                |
| 1864    | 1873 (démission) | Jules Roul de la Hellière                                      |                     | Notaire, maire de Janzé (1860-1876)                                              |
| 1873    | 1874             | Marquis Alexandre Elisabeth de Rosnyvinen de Piré              | Majorité dynastique | Député (1856-1870) Conseiller municipal de Rennes                                |
| 1874    | 1907             | Paul Carron de La Carrière                                     | Droite              | Maire de Piré-sur-Seiche Député (1886-1893)                                      |
| 1907    | 1931             | André de Villoutreys de Brignac                                | Républicain Libéral | Maire de Janzé (1904-1929)                                                       |
| 1931    | 1937             | Léon Thébault                                                  | RG                  | Député (1930-1936) - Maire de Janzé                                              |
| 1937    | 1940             | Jean-Marie Lacire                                              | URD                 | Minotier - Conseiller municipal de Janzé Nommé conseiller départemental en 1943  |
|         |                  |                                                                |                     |                                                                                  |
| 1945    | 1976             | Jean-Marie Lacire                                              | CNI > UDR           | Maire de Janzé (1953-1977)                                                       |
| 1976    | 1994             | Maurice Drouet                                                 | UDF-CDS             | Minotier - Député d'Ille-et-Vilaine (1976-1981)                                  |
| 1994    | 2001             | Danielle Dufeu                                                 | UDF                 | Mère de famille Députée d'Ille-et-Vilaine (1993-1995) Adjointe au maire de Janzé |
| 2001    | 2008             | Paul Chaussée                                                  | UMP                 | Chef d'entreprise - Maire de Janzé (1995-2008)                                   |
| 2008    | 2015             | Jean-Marc Lecerf                                               | MoDem               | Directeur d'agence environnementale Conseiller municipal de Janzé (depuis 2014)  |

### Conseillers départementaux à partir de 2015
| Période élective | Période élective | Mandat | Mandat   | Identité             | Nuance | Nuance | Qualité |
| ---------------- | ---------------- | ------ | -------- | -------------------- | ------ | ------ | --- |
| 2015             | 2021             | 2015   | 2021     | Jacques Daviau       |        | PS     | Fonctionnaire Adjoint au maire de Vern-sur-Seiche jusqu'en 2020, conseiller municipal (opposition) depuis 2020             |
| 2015             | 2021             | 2015   | 2021     | Françoise Sourdrille |        | PS     | Commerçante Adjointe au maire de Janzé jusqu'en 2020                                                                       |
| 2021             | 2028             | 2021   | en cours | Jonathan Houillot    |        | LR     | Chef de Cabinet à la mairie de Vitré Conseiller municipal de Janzé et conseiller communautaire à Roche aux Fées communauté |
| 2021             | 2028             | 2021   | en cours | Laurence Mercier     |        | DVD    | Chargée de mission, ancienne conseillère municipale de Vern-sur-Seiche                                                     |

### Résultats détaillés

#### Élections de mars 2015
À l'issue du 1er tour des élections départementales de 2015, deux binômes sont en ballottage : Jacques Daviau et Françoise Sourdrille (PS, 43,76 %) et Jean-Marc Lecerf et Laurence Mercier (Union du Centre, 36,06 %). Le taux de participation est de 50,48 % (13 228 votants sur 27 310 inscrits) contre 50,9 % au niveau départemental et 50,17 % au niveau national.
Au second tour, Jacques Daviau et Françoise Sourdrille (PS) sont élus avec 50,35 % des suffrages exprimés et un taux de participation de 48,44 % (6 118 voix pour 13 228 votants et 27 310 inscrits).

#### Élections de juin 2021
Le premier tour des élections départementales de 2021 est marqué par un faible taux de participation (33,26 % au niveau national). Dans le canton de Janzé, ce taux de participation est de 34,99 % (10 449 votants sur 29 863 inscrits) contre 34,85 % au niveau départemental. À l'issue de ce premier tour, deux binômes (sur les cinq à se présenter) sont en ballottage : Jonathan Houillot et Laurence Mercier (Union au centre et à droite, 27,59 %) et Grégoire Latimier et Anne-Kristell Pineau (binôme écologiste, 24,94 %). 
Le second tour des élections est marqué une nouvelle fois par une abstention massive équivalente au premier tour. Les taux de participation sont de 34,36 % au niveau national, 34,98 % dans le département et 35,23 % dans le canton de Janzé. Jonathan Houillot et Laurence Mercier (Union au centre et à droite) sont élus avec 55,09 % des suffrages exprimés (5 442 voix pour 10 549 votants et 29 944 inscrits),,. 
Le second tour des élections départementales de 2021 a eu lieu le dimanche 27 juin 2021. A l'issue du second tour, c'est le binôme d'Union de la Droite et du Centre, Jonathan Houillot et Laurence Mercier, qui est arrivé en tête dans le canton de Janzé avec 55,09% des voix exprimées. Le taux de participation au second tour a atteint 35,23% dans le canton de Janzé (34,3% au niveau national). 

## Composition

### Composition avant 2015

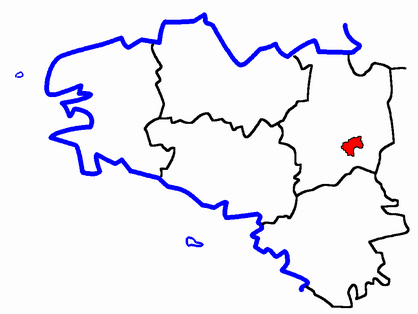
Situation du canton de Janzé dans le département d'Ille-et-Vilaine avant 2015.

Le canton de Janzé regroupait six communes.
| Nom               | Code Insee | Codepostal | Superficie (km2) | Population (dernière pop. légale) | Densité (hab./km2) |
| ----------------- | ---------- | ---------- | ---------------- | --------------------------------- | ------------------ |
| Janzé (chef-lieu) | 35136      | 35150      | 41,26            | 8 250 (2012)                      | 200                |
| Amanlis           | 35002      | 35150      | 25,25            | 1 611 (2012)                      | 64                 |
| Boistrudan        | 35028      | 35150      | 12,80            | 661 (2012)                        | 52                 |
| Brie              | 35041      | 35150      | 13,56            | 848 (2012)                        | 63                 |
| Corps-Nuds        | 35088      | 35150      | 22,56            | 3 094 (2012)                      | 137                |
| Piré-sur-Seiche   | 35220      | 35150      | 36,34            | 2 311 (2012)                      | 64                 |

### Composition depuis 2015
Depuis les élections départementales de 2015, le canton de Janzé regroupe dix communes entières.
| Nom                           | Code Insee | Intercommunalité             | Superficie (km2) | Population (dernière pop. légale) | Densité (hab./km2) | Modifier                                    |
| ----------------------------- | ---------- | ---------------------------- | ---------------- | --------------------------------- | ------------------ | ------------------------------------------- |
| Janzé (bureau centralisateur) | 35136      | CC Roche aux Fées Communauté | 41,26            | 8 618 (2022)                      | 209                | modifier les données · modifier les données |
| Amanlis                       | 35002      | CC Roche aux Fées Communauté | 25,25            | 1 765 (2022)                      | 70                 | modifier les données · modifier les données |
| Bourgbarré                    | 35032      | Rennes Métropole             | 14,20            | 4 692 (2022)                      | 330                | modifier les données · modifier les données |
| Brie                          | 35041      | CC Roche aux Fées Communauté | 13,56            | 1 014 (2022)                      | 75                 | modifier les données · modifier les données |
| Corps-Nuds                    | 35088      | Rennes Métropole             | 22,56            | 3 555 (2022)                      | 158                | modifier les données · modifier les données |
| Nouvoitou                     | 35204      | Rennes Métropole             | 18,94            | 3 732 (2022)                      | 197                | modifier les données · modifier les données |
| Orgères                       | 35208      | Rennes Métropole             | 16,33            | 5 602 (2022)                      | 343                | modifier les données · modifier les données |
| Saint-Armel                   | 35250      | Rennes Métropole             | 7,75             | 2 344 (2022)                      | 302                | modifier les données · modifier les données |
| Saint-Erblon                  | 35266      | Rennes Métropole             | 10,93            | 3 615 (2022)                      | 331                | modifier les données · modifier les données |
| Vern-sur-Seiche               | 35352      | Rennes Métropole             | 19,70            | 8 272 (2022)                      | 420                | modifier les données · modifier les données |
| Canton de Janzé               | 3512       |                              | 190,48           | 43 209 (2022)                     | 227                | modifier les données                        |

## Démographie

### Démographie avant 2015
| 1962  | 1968  | 1975  | 1982   | 1990   | 1999   | 2006   | 2011   | 2012   |
| ----- | ----- | ----- | ------ | ------ | ------ | ------ | ------ | ------ |
| 9 844 | 9 973 | 9 769 | 10 152 | 10 805 | 12 333 | 15 463 | 16 590 | 16 775 |

### Démographie depuis 2015
En 2022, le canton comptait 43 209 habitants, en évolution de +12,63 % par rapport à 2016 (Ille-et-Vilaine : +5,46 %, France hors Mayotte : +2,11 %).
| 2013   | 2018   | 2022   |
| ------ | ------ | ------ |
| 37 011 | 40 190 | 43 209 |